# Grumichella flaveolus
Grumichella flaveolus är en nattsländeart som först beskrevs av Georg Ulmer 1911.  Grumichella flaveolus ingår i släktet Grumichella och familjen långhornssländor. Inga underarter finns listade i Catalogue of Life.